# ناحیه رحیم‌یارخان
ناحیه رحیم‌یارخان (به انگلیسی: Rahim Yar Khan District) یک ناحیه در پاکستان است که در پنجاب واقع شده‌است. ناحیه رحیم‌یارخان ۱۱٬۸۸۰ کیلومتر مربع مساحت و ۴٬۸۱۴٬۰۰۶ نفر جمعیت دارد.